# 魔女天使
「魔女天使」は、松本零士による日本の漫画。月刊少年マガジン（講談社）に1977年（昭和52年）1月号から1979年（昭和54年）7月号にかけて、不定期掲載（一時期は連載）されている。

## 物語
顔はブサイク、短身ガニマタの少年・物野けじめは、未来の大物を夢見て生きる少年・・・ではあるが、勉強もスポーツも苦手なけじめは、級友からはバカにされ、思いを寄せる美少女からは袖にされ、鏡を見ながら歯を食いしばって悔し涙を流す日々。ある日、そんなけじめの前に絶世の美女が現れた。「けじめが好き」という彼女は、けじめにつきまとって離れない。以来、けじめの周囲では魔女の仕業としか思えないちょっとした怪事件が続発する。

## 登場人物
物野けじめ
大中学校に通う中学生。顔はブサイク、短身ガニマタ。勉強もスポーツも苦手で、級友からはバカにされ、思いを寄せる美女からはふられ続けている。自分の受けた仕打ちを「この顔だからなあ」と半ば諦めて受け入れつつ、夜中に一人で鏡をにらんで悔し涙を流している。
魔女天使（時野輪レイ）
「あなたのことが好き」とけじめに近づいた絶世の美女。自らは「時野輪レイ」と名乗っているが、けじめはいつの頃からか「魔女天使」と呼んでいる。けじめとともに宇宙飛行をしたり、けじめをいじめる級友を妖怪に化身して驚かせたり、他人の心の中の風景を具象化したりするなど、不思議な能力をもつ。これまで幾人もの男に近づいて、堕落させたり人生に絶望させたりして、破滅させてきたらしい。
けじめの両親
けじめの父は、けじめと同じく短身ガニマタでブサイク顔。普段は酒を飲んだくれ、暴言飛び交う親子げんか・夫婦げんかをやらかしているが、夜中に一人で悔し泣きするけじめを「わしにも覚えがある。先祖代々この顔だものなあ」「泣くなけじめよ、そのうちいいこともある」と心秘かに慰めている。けじめの母も美人とは言えない中年(老年？)の女。
けじめの級友たち
ブサイクで勉強もスポーツも苦手なけじめを日々嘲笑し、公衆の面前で恥をかかせたり、命の危険を伴うような行動を強要したりしている。
けじめが思いを寄せる美少女たち
級友たちと同様にけじめをバカにしており、サルよばわりしたり、けじめに対するいじめに加担したりするなど、性格の悪い女が多い。
大中学校の先生
劣等生のけじめをきつく叱り、けじめの0点の答案を校内に張り出したり、保護者を学校に呼び出したり、けじめを遠足に行かせないで校舎全部の罰掃除をさせたりしている。一方で、時野輪レイとともに喫茶店に入ったけじめを「信じられないことなので見逃しておきましょう」と黙認したり、体育館の屋上に天文台を造ろうとしたけじめを「おもえの努力はよく分かった。おまえが在学中に天文台ができるように学校に掛け合ってやろう」と慰めたりするなど、意外に理解がある面もある。

## 作品
- なぞの魔女出現　　（月刊少年マガジン1977年1月号掲載）
物野けじめは、級友からクラスの美少女・島屋真由美にラブレターを渡すよう強要される。しかし真由美はけじめを嘲笑し、ラブレターを破り捨てる。全校生徒から「ラブレター男」「ゴリラのラブロマンス」と嘲笑されるけじめは、その夜悔し涙を流す。翌朝、「けじめが好き」という美女・時野輪レイが、けじめの前に現れた。
- 天からやってきた美女　　（月刊少年マガジン1978年1月号掲載）
物野けじめは、クラスの番長たちと「おばけがいるかいないか」きもだめしで勝負することになった。おばけなどいないと言い張る番長は空き地の奥に歩み入るが、彼の前には巨大な妖怪が現れる。続いて空き地の奥へ入ったけじめの前には、絶世の美女が現れる。無事に帰ってきたけじめに級友たちは一目置くのだが、その直後、けじめの家にその美女が出現する。
- 魔女がすむ心　　（月刊少年マガジン1978年2月号掲載）
あこがれの羽田さんとスキーに行けなかったけじめは、自宅で荒れ狂っている。ふて寝したけじめの前に魔女天使が現れ、けじめを何処とも知れないスキー場に連れて行く。そこには羽田さんが待っていたのだが、けじめは羽田さんを背負って運ばされたり、ふもとに転がり落ちたスキーを拾いに行かされたり、あげく猛吹雪に遭って羽田さんから罵られたりする。魔女天使は「ここは羽田さんの心の中のスキー場」とけじめに告げる。
- 魔法がとどかぬ世界　　（月刊少年マガジン1978年3月号掲載）
またしてもテストで0点をとってしまった物野けじめは、親を学校に呼んでくることを担任から命じられる。落ち込むけじめの前に現れた魔女天使は、けじめを連れて宇宙の広さを見せてやり、くよくよしないようにけじめを諭す。だがけじめの気持ちは落ち込んだままだった。「テストで0点を取ったことが悔しいのではなく、0点の答案をいきなり校内に張り出され、その答案をあこがれの島岡さんに嘲笑されたのが悔しいのだ」と泣く。
- 魔女の帰郷!!　　（月刊少年マガジン1978年4月号掲載）
あこがれの島井さんに「手製のパラシュートでも煙突から無事に降りられる」と言い張ったけじめは、島井さんに命じられ、手製のパラシュートを背負って高煙突によじ登り、飛んで見せようとする。ところが降下途中にパラシュートが破れてはずれてしまい、けじめは地面に墜落してしまった。
- 先祖からの深い仲　　（月刊少年マガジン1978年9月号掲載）
2学期からけじめの担任の先生が替わった。美男のその先生はけじめと相性が悪く、けじめは毎日怒られてばかりいる。林間学校の班の組み合わせが発表され、けじめはあこがれの矢野さんと同じ班ではと期待するが、けじめの班は男ばかり。しかもけじめと同じく不細工な男ばかりの通称「サル班」だった。
- 季節はずれの幽霊　　（月刊少年マガジン1978年10月号掲載）
林間学校に行けなかった物野けじめは、季節はずれの海にやってきた。雨に降り込められるが、意地でも海で泳ぐと決めたけじめはテントを張って浜辺に泊まり込む。ところがその浜には、夜になると水死者たちの亡霊が上がってきて、見た者をとり殺すという。夜、けじめの泊まるテントを亡霊の大群が取り巻いてしまった。
- 夢の大天文台　　（月刊少年マガジン1978年12月号掲載）
物野けじめが体育館の屋根から墜落した。天文部の部長命令で、天体望遠鏡を設置する場所を探していたのだという。あこがれの天文部の部長を振り向かせたい一心で、けじめは体育館の屋上に天文台を建築し始める。
- 夜空の光は・・・!?　　（月刊少年マガジン1979年3月号掲載　単行本未収録）
- 非常食料大研究　　（月刊少年マガジン1979年4月号掲載　単行本未収録）
- 男の勲章　　（月刊少年マガジン1979年5月号掲載）
またしてもテストで0点をとってしまった物野けじめは、遠足に同行できずに全校の居残り掃除を命じられた。自らを奮い立たせて全校大清掃を始めたけじめは、あこがれの波野奈美子先生が縄で縛られているのを見つける。波野先生は秘かにけじめの見張りを命じられていたのだが、校内に押し入った強盗に縛られてしまったのだ。けじめの背後にバットを手にした強盗が迫る・・・！
- 最後の鐘の音!?　　（月刊少年マガジン1979年7月号掲載　単行本未収録）

## 単行本
連載終了直後に講談社コミックスとして全1巻の単行本にまとめられた。その後、1990年代後半の松本零士復刻ブームの時に全1巻の文庫版が出た。
- 月刊少年マガジンKC（1979年7月1日）
- 講談社漫画文庫「松本零士SF傑作選」シリーズ（1999年10月1日） - 表紙にはエロティックなイラストが使われている。巻末にはちばてつやのコラム（松本との思い出など）が載った。

## 備考
- 物野けじめの容姿は、「銀河鉄道999」（漫画版）の星野鉄郎に似ている。時野輪レイの容姿は、同じく「銀河鉄道999」のメーテルの容姿に似ている。
- 物野けじめの父親の容姿は、「宇宙戦艦ヤマト」の佐渡酒造に、母親の容姿は「宇宙海賊キャプテンハーロック」のマスさんに似ている。